# Jarosław (stacja kolejowa)
Jarosław – stacja kolejowa w Jarosławiu w Polsce, położona w województwie podkarpackim. Według klasyfikacji PKP ma kategorię dworca regionalnego. Przez stację przechodzi linia kolejowa Kraków Główny – Medyka

## Ruch pasażerski
| Rok  | Wymiana roczna | Wymiana pasażerska na dobę | miejsce w Polsce |
| ---- | -------------- | -------------------------- | ---------------- |
| 2017 | 694 000        | 1 900                      |                  |
| 2018 | 730 000        | 2 000                      |                  |
| 2019 | 803 000        | 2 200                      |                  |
| 2020 | 439 000        | 1 200                      |                  |
| 2021 | 584 000        | 1 600                      |                  |
| 2022 |                | 2 400                      |                  |

## Historia
Jarosław uzyskał połączenie kolejowe w 1860 roku, w ramach kolei galicyjskiej im. Karola Ludwika z Krakowa. Zbudowano wówczas piętrowy dworzec i rampę ładunkową. Pierwszy pociąg wjechał do Jarosławia 4 listopada 1860 roku. Dalej zbudowano trasę przez Przemyśl do Lwowa (1861). 6 lipca 1884 roku otwarto drugą linię kolejową z Jarosławia do Sokala. Zbudowano wówczas także jednostanowiskową parowozownię pomocniczą i ekspedycję towarową. Podczas I wojny światowej dworzec został częściowo zniszczony, po czym odbudowany w latach 20 z wysokim, dwubryłowym dachem. Podczas kolejnej wojny, latem 1944 roku dworzec został wysadzony w powietrze podczas odwrotu niemieckiego i jego funkcje przejął budynek ekspedycji. W 1964 roku linię zelektryfikowano. 7 maja 1977 roku oddano do użytku nowy gmach dworca.

## Modernizacja
W styczniu 2015 firma SKB Development na zlecenie PKP rozpoczęła generalny remont budynku dworca. 18 marca 2016 wyremontowany dworzec został ponownie otwarty dla podróżnych. Po remoncie górna część budynku została zajęta przez władze samorządowe, SOK i PKS, a na dole zlokalizowano część związana z obsługą pasażerów kolejowych i autobusowych

## Galeria

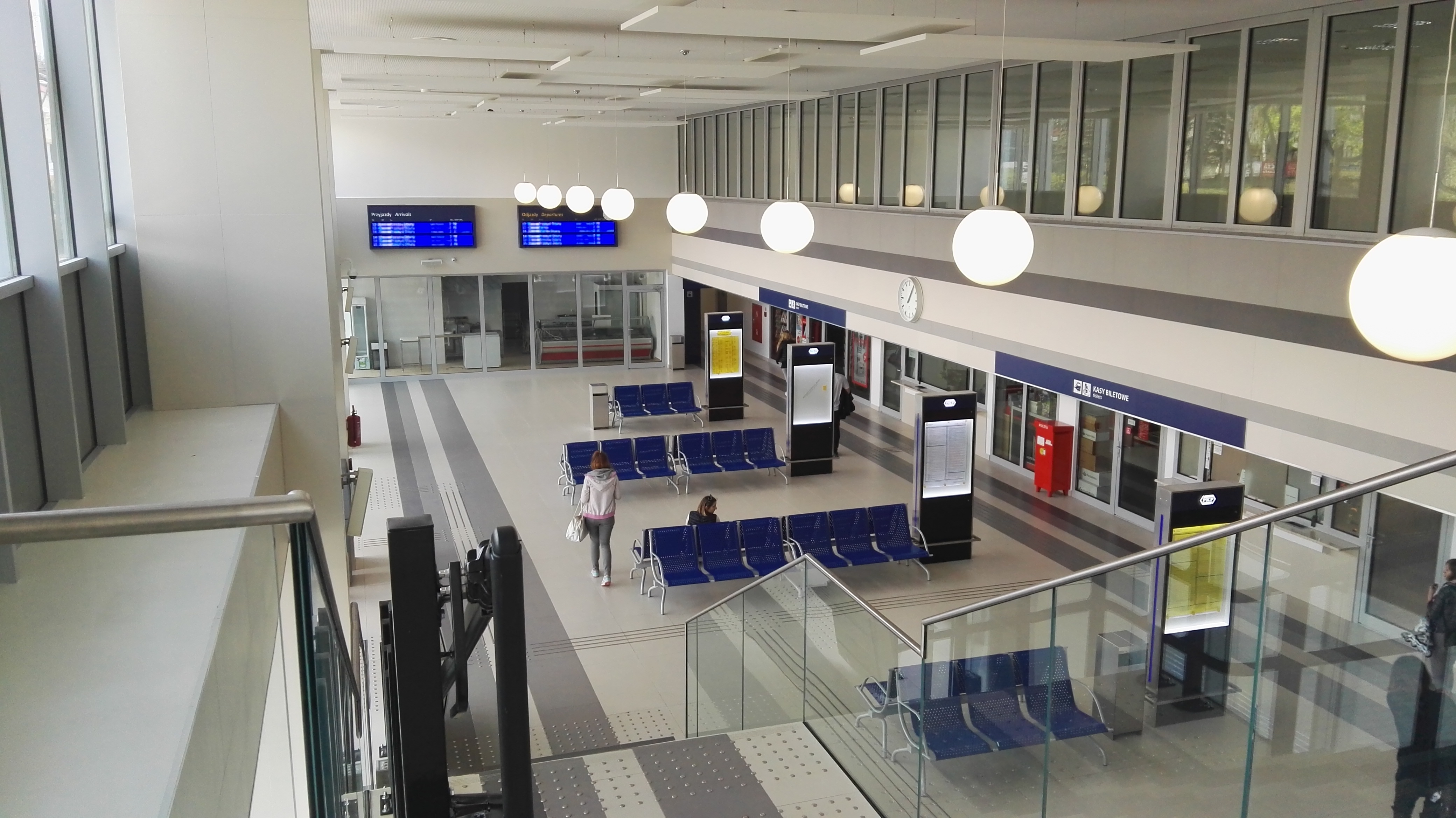
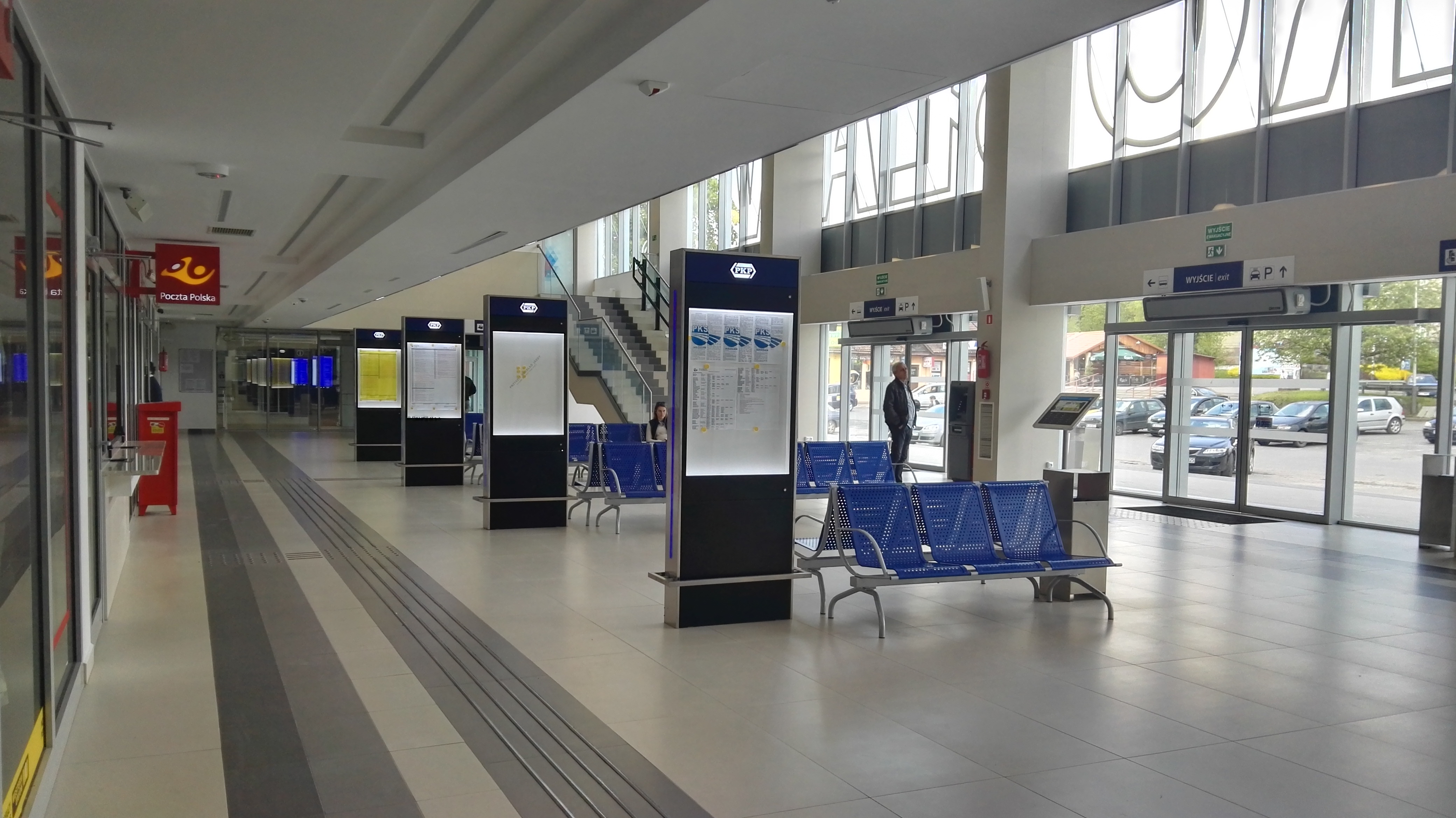
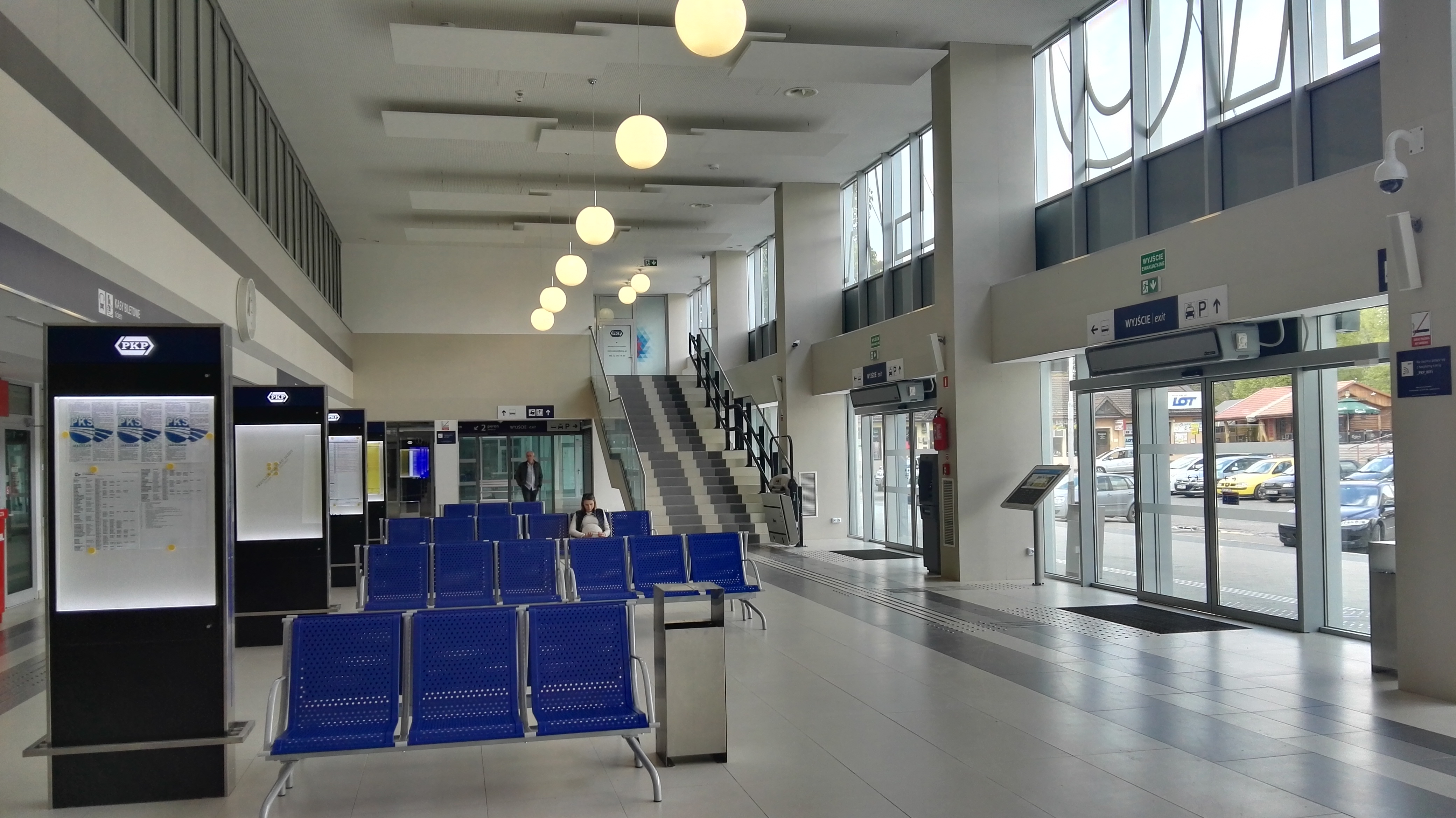
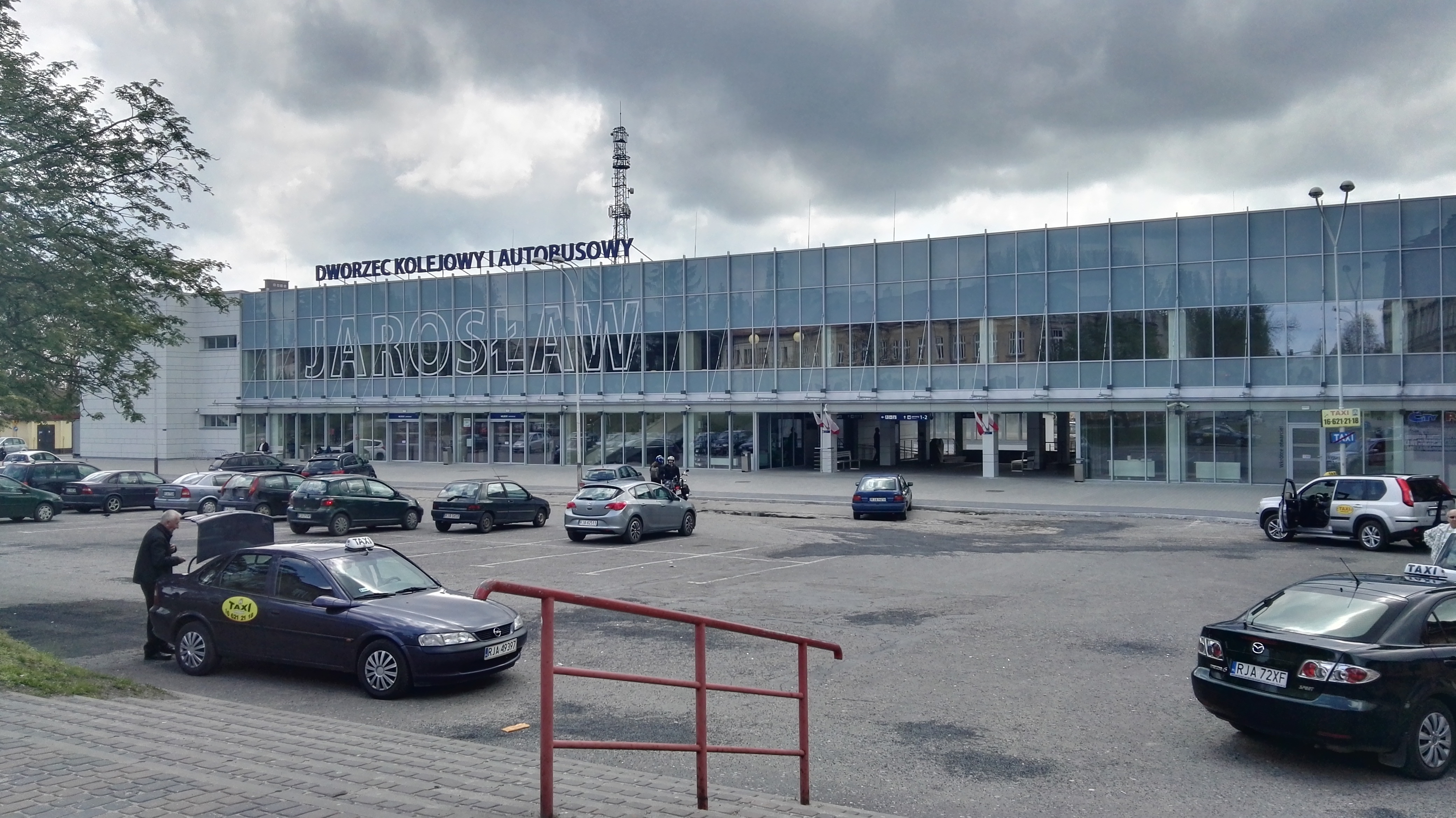
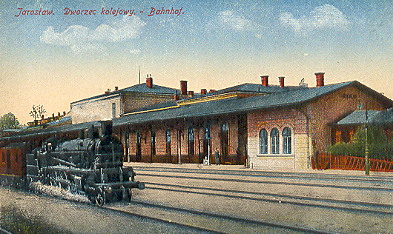
Pocztówka przedstawiająca stary budynek dworca kolejowego w 1914 roku, od strony peronów